# Liste des secrétaires généraux de l'OTAN
Le secrétaire général de l'OTAN est le président du Conseil de l'Atlantique nord, l'organisation suprême de décision de l'alliance de défense. Il est également le chef du personnel de l'organisation, et aussi son principal porte-parole.
Par tradition, le poste de secrétaire général est tenu par un Européen. Cette structure est destinée à contrebalancer l'influence des États-Unis, qui nomment le Commandant suprême des forces alliées en Europe.

## Liste
| N° | Portrait                | Titulaire (Naissance-mort)           | Mandat           | Mandat                          | Mandat                     | Pays d'origine | Notes |
| N° | Portrait                | Titulaire (Naissance-mort)           | Début            | Fin                             | Durée                      | Pays d'origine | Notes |
| -- | ----------------------- | ------------------------------------ | ---------------- | ------------------------------- | -------------------------- | -------------- | --- |
| 1  | Hastings Lionel Ismay   | Hastings Lionel Ismay (1887-1965)    | 4 avril 1952     | 16 mai 1957                     | 5 ans, 1 mois et 12 jours  | Royaume-Uni    | Général de fonction, il est secrétaire d'État aux Relations du Commonwealth avant de devenir le premier secrétaire général de l'OTAN lors de sa fondation en 1957. |
| 2  | Paul-Henri Spaak        | Paul-Henri Spaak (1899-1972)         | 16 mai 1957      | 21 avril 1961                   | 3 ans, 11 mois et 5 jours  | Belgique       | Trois fois Premier ministre de Belgique et considéré comme un des Pères de l'Europe. |
| 3  | Dirk Stikker            | Dirk Stikker (1897-1979)             | 21 avril 1961    | 1er août 1964                   | 3 ans, 3 mois et 11 jours  | Pays-Bas       | Ancien ministre des Affaires étrangères néerlandais dans le cabinet Drees/Van Schaik. |
| 4  | Manlio Brosio           | Manlio Brosio (1897-1980)            | 1er août 1964    | 1er octobre 1971                | 7 ans et 2 mois            | Italie         | Diplomate et homme politique. |
| 5  | Joseph Luns             | Joseph Luns (1911-2002)              | 1er octobre 1971 | 25 juin 1984                    | 12 ans, 8 mois et 24 jours | Pays-Bas       | Diplomate et ministre des Affaires étrangères néerlandais de 1952 à 1971, il est le secrétaire général de l'OTAN ayant exercé le plus longtemps. |
| 6  | Peter Carington         | Peter Carington (1919-2018)          | 25 juin 1984     | 1er juillet 1988                | 4 ans et 6 jours           | Royaume-Uni    | Diplomate et secrétaire d'État aux Affaires étrangères et du Commonwealth dans le premier gouvernement Thatcher. |
| 7  | Manfred Wörner          | Manfred Wörner (1934-1994)           | 1er juillet 1988 | 13 août 1994 (mort en fonction) | 6 ans, 1 mois et 12 jours  | Allemagne      | Homme d'État et ministre fédéral de la Défense allemand de 1982 à 1988 sous Helmut Kohl. Choisi en décembre 1987, son mandat de secrétaire général est marqué par la chute du Mur de Berlin, la fin de la Guerre froide. Il meurt dans ses fonctions en 1994.                               |
| ―  | Sergio Balanzino        | Sergio Balanzino (1934-2018)         | 13 août 1994     | 17 octobre 1994                 | 4 jours                    | Italie         | Diplomate, il exerce la fonction de secrétaire général par intérim à la suite de la mort de Manfred Wörner. |
| 8  | Willy Claes             | Willy Claes (né en 1938)             | 17 octobre 1994  | 20 octobre 1995 (démission)     | 1 an et 3 jours            | Belgique       | Homme d'État, il démissionne de son poste de secrétaire général après sa mis en cause dans une affaire de corruption. |
| ―  | Sergio Balanzino        | Sergio Balanzino (1934-2018)         | 20 octobre 1995  | 5 décembre 1995                 | 1 mois et 15 jours         | Italie         | Il exerce la fonction de secrétaire général par intérim à la suite de la démission de Willy Claes. |
| 9  | Javier Solana           | Javier Solana (né en 1942)           | 5 décembre 1995  | 6 octobre 1999                  | 3 ans, 10 mois et 1 jour   | Espagne        | Homme d'État, notamment ministre des Affaires étrangères espagnol sous Felipe González de 1992 à 1995. |
| 10 | George Robertson        | George Robertson (né en 1946)        | 6 octobre 1999   | 17 décembre 2003                | 4 ans, 4 mois et 11 jours  | Royaume-Uni    | Homme politique et secrétaire d'État à la Défense dans le premier gouvernement de Tony Blair. Son mandat de secrétaire général de l'OTAN est notamment marqué les attentats du 11 septembre 2001 ainsi que par l'invasion de l'Afghanistan en 2001 et de l'Irak en 2003 par les États-Unis. |
| ―  | Alessandro Minuto-Rizzo | Alessandro Minuto-Rizzo (né en 1940) | 17 décembre 2003 | 1er janvier 2004                | 15 jours                   | Italie         | Diplomate, il exerce la fonction de secrétaire général après la fin de fonction de George Robertson. |
| 11 | Jaap de Hoop Schefferr  | Jaap de Hoop Scheffer (né en 1948)   | 1er janvier 2004 | 1er août 2009                   | 5 ans et 7 mois            | Pays-Bas       | Ministre des Affaires étrangères néerlandais de 2002 à 2003 sous Jan Peter Balkenende. Son mandat de secrétaire général est prorogé de deux ans en 2007. |
| 12 | Anders Fogh Rasmussen   | Anders Fogh Rasmussen (né en 1953)   | 1er août 2009    | 1er octobre 2014                | 5 ans et 2 mois            | Danemark       | Premier ministre du Danemark de 2001 à 2009 jusqu'à sa nomination comme secrétaire général. |
| 13 | Jens Stoltenberg        | Jens Stoltenberg (né en 1959)        | 1er octobre 2014 | 1er octobre 2024                | 10 ans                     | Norvège        | Premier ministre de Norvège à deux reprises, de 2000 à 2001 et de 2005 à 2013. Son mandat de secrétaire général devait s'achever le 30 septembre 2022, mais est prolongé exceptionnellement dans le contexte de l'invasion de l'Ukraine par la Russie.                                      |
| 14 | Mark Rutte              | Mark Rutte (né en 1967)              | 1er octobre 2024 | en cours                        | 5 mois et 16 jours         | Pays-Bas       | Premier ministre des Pays-Bas de 2010 à 2024, il est choisi comme secrétaire général le 26 juin 2024. |